# Гексацианоферрат(II) железа(II)
Гексацианоферрат(II) железа(II) — неорганическое соединение,
соль железа и железистосинеродистой кислоты 
с формулой Fe2[Fe(CN)6],
белые кристаллы, 
не растворяется в воде.

## Получение
- Обменная реакция с гексацианоферратом(II) калия в инертной атмосфере:

{\displaystyle {\mathsf {2FeSO_{4}+K_{4}[Fe(CN)_{6}]\ {\xrightarrow {}}\ Fe_{2}[Fe(CN)_{6}]\downarrow +2K_{2}SO_{4}}}}
- Термическое разложение железистосинеродистой кислоты:

{\displaystyle {\mathsf {3H_{4}[Fe(CN)_{6}]\ {\xrightarrow {T}}\ Fe_{2}[Fe(CN)_{6}]+12HCN\uparrow }}}

## Физические свойства
Гексацианоферрат(II) железа(II) образует белые парамагнитные кристаллы
кубической сингонии,
параметры ячейки a = 1,59 нм, Z = 12.
В присутствии кислорода воздуха окисляется и приобретает синий цвет.
Не растворяется в воде.
Есть сообщения об образовании кристаллогидрата переменного состава Fe2[Fe(CN)6]•xH2O.